# Conchita Martínez Granados
Conchita Martínez Granados (* 20. Januar 1976 in Barcelona) ist eine ehemalige spanische Tennisspielerin.

## Karriere
Martínez Granados, die Sandplätze bevorzugte, begann im Alter von zehn Jahren mit dem Tennissport. Im Mai 1994 spielte sie ihr erstes ITF-Turnier.
In ihrer Karriere gewann sie zwölf Einzel- und 17 Doppeltitel auf dem ITF Women’s Circuit.
Bei Grand-Slam-Turnieren gelang ihr im Einzel viermal der Einzug in die zweite Runde; im Doppel stand sie einmal im Achtelfinale, 2003 bei den Australian Open.
Ihr letztes Match auf der Profitour spielte sie im Juli 2007 beim WTA-Sandplatzturnier in Palermo.

## Turniersiege

### Einzel
| Nr. | Datum          | Turnier             | Kategorie     | Belag     | Finalgegnerin        | Ergebnis       |
| --- | -------------- | ------------------- | ------------- | --------- | -------------------- | -------------- |
| 1.  | August 1995    | Bossonnens          | ITF $10.000   | Sand      | Barbara Schwartz     | 6:3, 1:6, 3:6  |
| 2.  | März 1996      | Saragossa           | ITF $10.000   | Sand      | Eva Bes              | 3:6, 6:1, 6:3  |
| 3.  | Juli 1997      | Vigo                | ITF $10.000   | Sand      | Nuria Montero        | 6:2, 6:4       |
| 4.  | Dezember 1997  | Mallorca            | ITF $10.000   | Sand}     | Eva Bes              | 6:3, 5:7, 6:3  |
| 5.  | November 2000  | Granada             | ITF $10.000   | Sand      | Vanessa Devesa       | 1:4, 3:5, 5:44 |
| 6.  | April 2001     | Saltillo            | ITF $40.000   | Hartplatz | Daniela Olivera      | 2:6, 6:4, 6:1  |
| 7.  | September 2001 | São José dos Campos | ITF $25.000   | Sand      | Seda Noorlander      | 7:5, 6:4       |
| 8.  | Mai 2002       | Maglie              | ITF $25.000   | Sand      | Jekaterina Syssojewa | 6:1, 6:1       |
| 9.  | Mai 2002       | Bromma              | ITF $25.000   | Sand      | Amanda Grahame       | 6:78, 6:3, 6:2 |
| 10. | Juni 2002      | Marseille           | ITF $50.000   | Sand      | Émilie Loit          | 6:2, 3:6, 7:5  |
| 11. | Juni 2005      | Marseille           | ITF $50.000+H | Sand      | Marie-Ève Pelletier  | 6:1, 6:1       |
| 12. | Oktober 2005   | Sevilla             | ITF $25.000   | Sand      | Ana Timotić          | 6:2, 6:2       |

### Doppel
| Nr. | Datum          | Turnier         | Kategorie     | Belag     | Partnerin                   | Finalgegnerinnen                         | Ergebnis       |
| --- | -------------- | --------------- | ------------- | --------- | --------------------------- | ---------------------------------------- | -------------- |
| 1.  | Mai 1993       | Barcelona       | ITF $10.000   | Sand      | Claudia Timm                | Ana Salas Lozano María Fernanda Landa    | 7:5, 1:6, 6:2  |
| 2.  | Oktober 1997   | Girona          | ITF $10.000   | Sand      | Gisela Riera                | Lourdes Domínguez Lino Nuria Montero     | 2:6, 6:3, 6:4  |
| 3.  | Juli 1999      | Getxo           | ITF $25.000   | Sand      | Rosa María Andrés           | Alicia Ortuño Gisela Riera               | 7:6, 6:4       |
| 4.  | September 1999 | Denain          | ITF $25.000   | Sand      | Rosa María Andrés           | Luciana Masante Mariam Ramón Climent     | 6:1, 6:4       |
| 5.  | September 1999 | Sofia           | ITF $25.000   | Sand      | Rosa María Andrés           | Katalin Marosi Nadseja Astrouskaja       | kampflos       |
| 6.  | Juli 2000      | Civitanova      | ITF $25.000   | Sand      | Rosa María Andrés           | Jewgenija Kulikowskaja Tazzjana Putschak | 6:2, 6:3       |
| 7.  | Juli 2000      | Fontanafredda   | ITF $25.000   | Sand      | Rosa María Andrés           | Maja Matevžič Antonella Serra Zanetti    | 4:6, 6:2, 6:4  |
| 8.  | September 2000 | Fano            | ITF $25.000   | Sand      | Rosa María Andrés           | Eleni Daniilidou Alicia Ortuño           | 6:2, 6:4       |
| 9.  | April 2001     | Saltillo        | ITF $40.000   | Hartplatz | Melisa Arevalo              | Courtenay Chapman Melissa Middleton      | 7:63, 0:6, 6:1 |
| 10. | April 2001     | San Luis Potosi | ITF $25.000   | Sand      | Eugenia Chialvo             | Joana Cortez Clarisa Fernández           | 6:73, 6:1, 6:1 |
| 11. | Mai 2002       | Edinburgh       | ITF $25.000   | Sand      | Kelly Liggan                | Victoria Davies Eva Martincová           | 5:7, 6:0, 6:1  |
| 12. | Juni 2002      | Marseille       | ITF $50.000   | Sand      | Lourdes Domínguez Lino      | Vanessa Paffrath Sandra Klösel           | 7:5, 4:6, 6:0  |
| 13. | September 2003 | Fano            | ITF $50.000   | Sand      | Giulia Casoni               | Gala León García María Emilia Salerni    | 6:3, 6:3       |
| 14. | Oktober 2003   | Girona          | ITF $50.000   | Sand      | María José Martínez Sánchez | Ljubomira Batschewa Roberta Vinci        | 7:5, 6:3       |
| 15. | April 2004     | Bari            | ITF $25.000   | Sand      | Rosa María Andrés           | Martina Müller Vladimíra Uhlířová        | 6:2, 5:7, 6:2  |
| 16. | September 2005 | Bordeaux        | ITF $75.000   | Sand      | María José Martínez Sánchez | Julia Schruff Jasmin Wöhr                | 7:5, 6:2       |
| 17. | Juni 2006      | Marseille       | ITF $50.000+H | Sand      | María José Martínez Sánchez | Séverine Brémond Stéphanie Cohen-Aloro   | 7:5, 6:4       |